# المدب (حرض)

تعديل مصدري - تعديل

المدب هي إحدى قرى عزلة الفج بمديرية حرض التابعة لمحافظة حجة، بلغ تعداد سكانها 400 نسمة حسب تعداد اليمن لعام 2004.